# Lukenie
Lukenie er en flod i den vestlige del af Den Demokratiske Republik Congo. Med sin flodmunding, Fimi, har den en længde på omkring 1.060 km.

## Flodens løb
Floden har sit udspring i provinsen Sankuru et par kilometer nord for Katako-Kombe i en højde af omkring 550 moh. Den løber relativt lige fra øst til vest. Lukenie løber ud i Fimi overfor Kutu, kort efter at Fimi er løbet ud af Mai Ndombe-søen.

## Navneforvirring
Forskellige kilder har  navngivet Fimi  som en fortsættelse af Lukenie fra mundingen af Lake Mai-Ndombe, eller Lukenie som en biflod til Fimi. De to floder omtales også som Lukenie-Fimi.

## Bådulykke august 2024
Lørdag (ifølge andre kilder søndag), den 17. august 2024, skete der en bådulykke på floden omkring kl. En overfyldt flodbåd med mellem 250 til 300 passagerer kolliderede med en genstand under vandet. Afhængigt af kilden, var det enten træstammer eller en sunket pram. Skibet kæntrede, hvilket fik panikken til at bryde ud så balancen skiftede. Torsdagen  efter var der blevet fundet 29 døde og 152 overlevende var blevet reddet.  Mange mennesker er stadig savnet. Bådsmanden blev lynchet af vrede landsbyboere.  Det nøjagtige antal ofre  kendes ikke. Skibet var på vej fra Oshwe til Nioki . Natrejser med skib  i Congo er forbudt, på grund af farer. Allerede i juni skete der en ulykke på Kasaifloden i samme provins med mere end 80 dødsfald.